# Księżyce Plutona

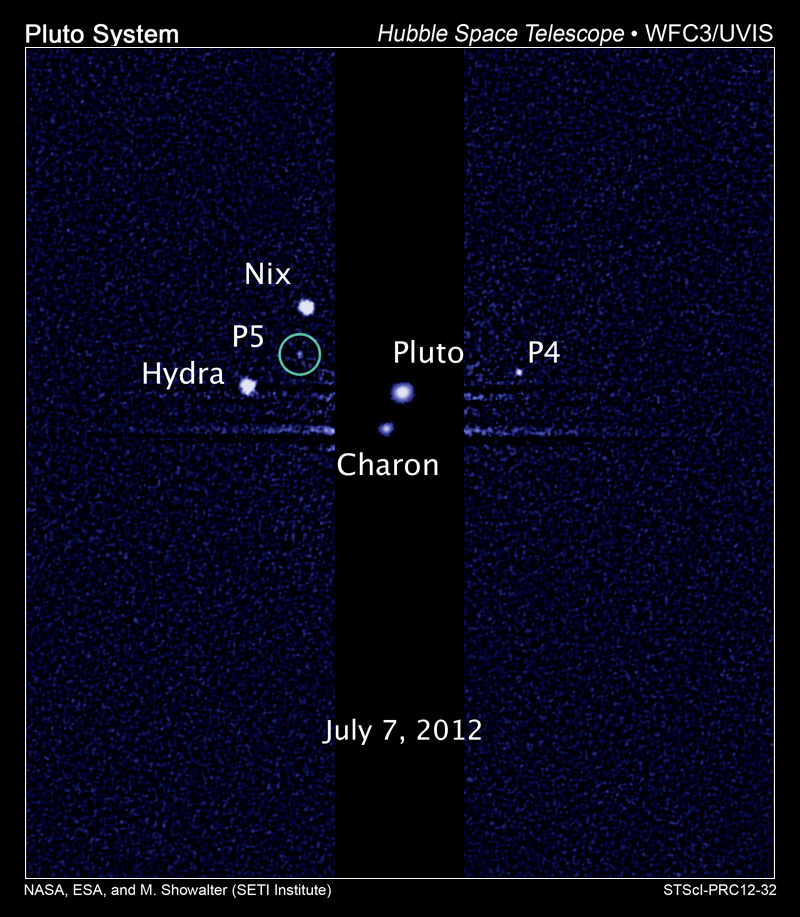
Zdjęcie Plutona i jego księżyców.

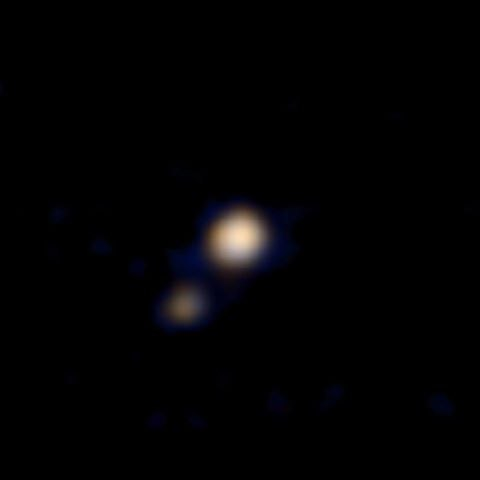
Pierwsze kolorowe zdjęcie Plutona i jego satelity Charona, wykonane przez New Horizons.

Księżyce Plutona – pięć naturalnych satelitów planety karłowatej Pluton.
Powstały prawdopodobnie w trakcie jego zderzenia z innym ciałem o podobnych rozmiarach w początkowym okresie formowania się Układu Słonecznego. Zderzenie to odrzuciło na orbitę Plutona materię, która połączyła się w obiekty o różnych rozmiarach, tworząc rodzinę satelitów. Oprócz największego Charona, tworzącego z Plutonem układ podwójny, znane są jeszcze cztery małe satelity tej planety karłowatej.

## Charon
Charon po raz pierwszy został zaobserwowany w 1978 roku. Jego odkrywcą był James Christy. Jest on stosunkowo dużych rozmiarów, przez co układ Pluton-Charon może być uznawany za podwójną planetę karłowatą. Charakterystyczną cechą tego układu jest to, że ciała te wirują wokół wspólnego środka masy znajdującego się ponad powierzchnią Plutona. Dlatego nie wszyscy uznają za stosowne nazywanie Charona księżycem Plutona, a raczej widzą w nich układ podwójny – bez określania głównego obiektu i jego księżyca. Pluton i jego satelita tworzą układ podwójnie synchroniczny, co oznacza, że są stale zwrócone do siebie tymi samymi stronami.
O istnieniu Charona przekonały obserwacje Plutona i badania jego albedo. Regularnie zwiększająca się i malejąca jasność pozwoliła wysunąć podejrzenia o krążącym wokół niego innym obiekcie.
Zdania na temat pochodzenia Charona są podzielone. Niektórzy naukowcy wysnuwają hipotezy, że mógł on być niegdyś (podobnie jak sam Pluton) satelitą Neptuna, który został wyrwany z jego pola grawitacyjnego i znalazł się na orbicie wokółsłonecznej o właściwościach zbliżonych do orbity Plutona. Następnie w wyniku wzajemnego oddziaływania oba obiekty zbliżały się do siebie, aż wreszcie związały się grawitacyjnie tworząc znany dzisiaj układ. Inna hipoteza zakłada, że mógł on być osobnym obiektem transneptunowym przechwyconym przez Plutona. Pewne jest, że przez chociaż krótki czas swojego istnienia Charon bezpośrednio obiegał Słońce. Pluton i jego satelita są podobne pod względem rozmiarów, a także przypuszczalnie budowy i składu do Trytona, największego księżyca Neptuna, który najprawdopodobniej w przeszłości samodzielnie orbitował wokół Słońca jako obiekt transneptunowy.

## Księżyce zewnętrzne

### Nix i Hydra
31 października 2005 roku ogłoszono odkrycie dwóch kolejnych niewielkich księżyców Plutona. Zostały one zaobserwowane na zdjęciach wykonanych przez Kosmiczny Teleskop Hubble’a 15 maja i 18 maja 2005. Księżyce otrzymały nazwy Nix i Hydra dla upamiętnienia sondy New Horizons. Okrążają one Plutona w odległości około 48 690 km (Nix) i 64 740 km (Hydra), w tej samej płaszczyźnie co Charon. Obserwowana wielkość gwiazdowa wynosi 23m (czyli jasność około 5000 razy mniejsza niż Plutona). 15 lutego 2006 zespół astronomów pod kierownictwem Hala Weavera oraz Alana Sterna przeprowadził dalsze obserwacje nowo odkrytych księżyców przy użyciu Kosmicznego Teleskopu Hubble’a. Dalsze obserwacje przy użyciu teleskopu Hubble’a zostały przeprowadzone 3 marca.
Obserwacje sondy New Horizons ukazały, że są to nieregularne ciała o wydłużonych kształtach. Hydra mierzy ponad 40 km wzdłuż długiej osi, a Nix ma ponad 50 km długości. Księżyce te, w odróżnieniu od Charona i niemal wszystkich księżyców regularnych planet w Układzie Słonecznym, nie obracają się synchronicznie. Nix obraca się ponad 13 razy na każdy obieg, a Hydra prawie 90 razy na każde okrążenie układu Pluton-Charon.

### Kerberos
Księżyc ten został odkryty na zdjęciach wykonanych 28 czerwca 2011 roku Teleskopem Hubble’a. Obiekt ten jako naturalnego satelitę potwierdziły zdjęcia wykonane 3 i 18 lipca. Kerberos obiega Plutona pomiędzy orbitami Nix i Hydry. Wcześniej nosił tymczasową nazwę P4. Jest to mały, ciemny obiekt: ma wielkość gwiazdową 26,5m i rozmiary 12 na 7,5 km. Obraca się sześć razy na każde okrążenie środka masy układu.

### Styx
11 lipca 2012 roku NASA ogłosiła odkrycie piątego księżyca Plutona. Naukowcom korzystającym z Teleskopu Hubble’a udało się określić, że obiekt ten jest prawdopodobnie nieregularnym ciałem o średnicy szacowanej później na od 3,8 do 19,6 km. Porusza się po kołowej orbicie w odległości około 42 660 km od Plutona. Jest to bardzo mały i ciemny obiekt: ma wielkość gwiazdową 27m i rozmiary 10 na 5,3 km. Obraca się nieco ponad sześć razy na każde okrążenie środka masy układu.

## Parametry układu

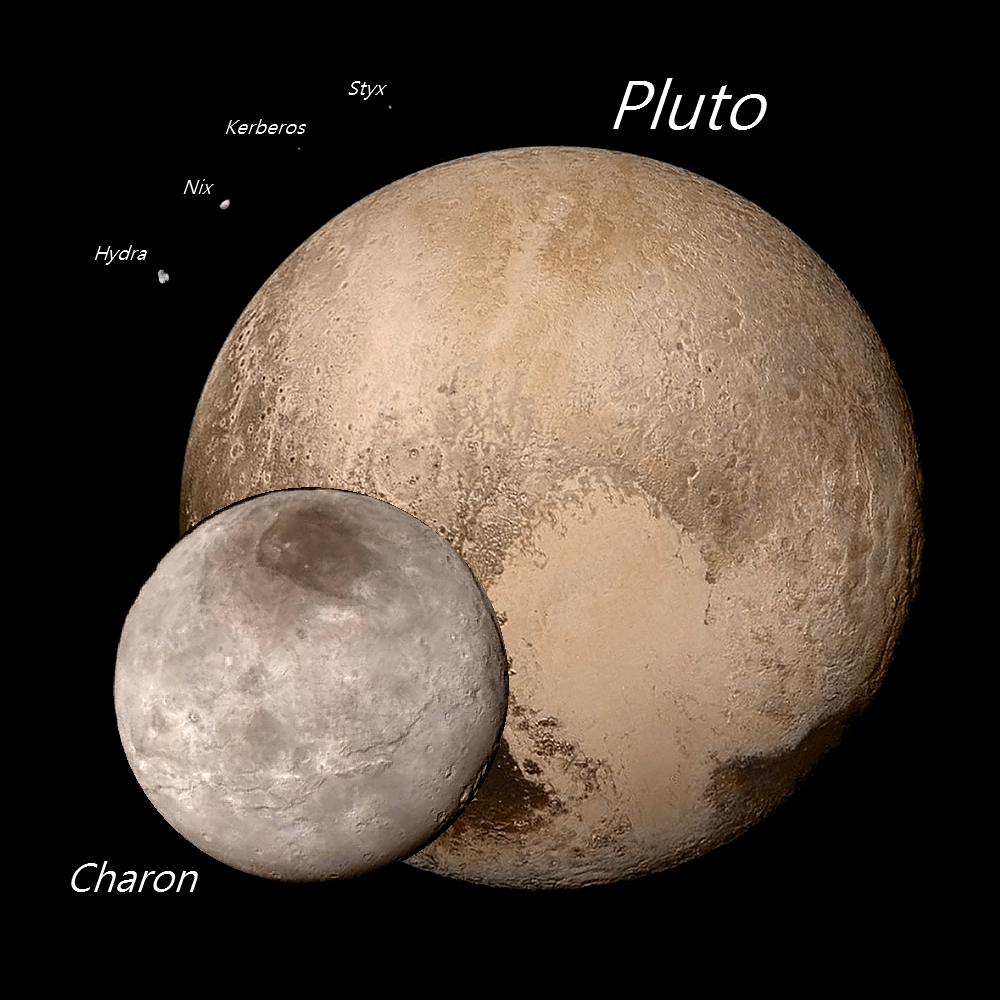
Zestawienie rozmiarów Plutona i jego pięciu księżyców.

Podstawowe dane dotyczące Plutona i jego naturalnych satelitów:
| Numer | Nazwa    | Średnica / wymiary (km) | Masa (×1018 kg) | Wielka półoś (km) | Okres obiegu (dni) | Okres obrotu (dni) | Mimośród orbity | Nachylenie orbity (do równika Plutona) | Data odkrycia |
| ----- | -------- | ----------------------- | --------------- | ----------------- | ------------------ | ------------------ | --------------- | -------------------------------------- | ------------- |
|       | Pluton   | 2374 ± 8                | 13 030 ± 27     | 2390              | 6,387230           | synchroniczny      | 0               | –                                      | 1930          |
| I     | Charon   | 1212 ± 6                | 1586 ± 15       | 19 596            | 6,387230           | synchroniczny      | 0,00005         | 0,0°                                   | 1978          |
| V     | Styx     | 10 × 5,3                | ?               | 42 656 ± 78       | 20,1617            | 3,239              | 0,00001         | 0,0°                                   | 2012          |
| II    | Nix      | 54 × 41 × 36            | 0,045 ± 0,040   | 48 694 ± 3        | 24,8548            | 1,829              | 0,00000         | 0,0°                                   | 2005          |
| IV    | Kerberos | 12 × 7,5                | 0,016 ± 0,009   | 57 783 ± 19       | 32,1679            | 5,33               | 0,00000         | 0,4°                                   | 2011          |
| III   | Hydra    | 43 × 33                 | 0,048 ± 0,042   | 64 738 ± 3        | 38,2021            | 0,4295             | 0,00554         | 0,3°                                   | 2005          |